# Crime de solidarité

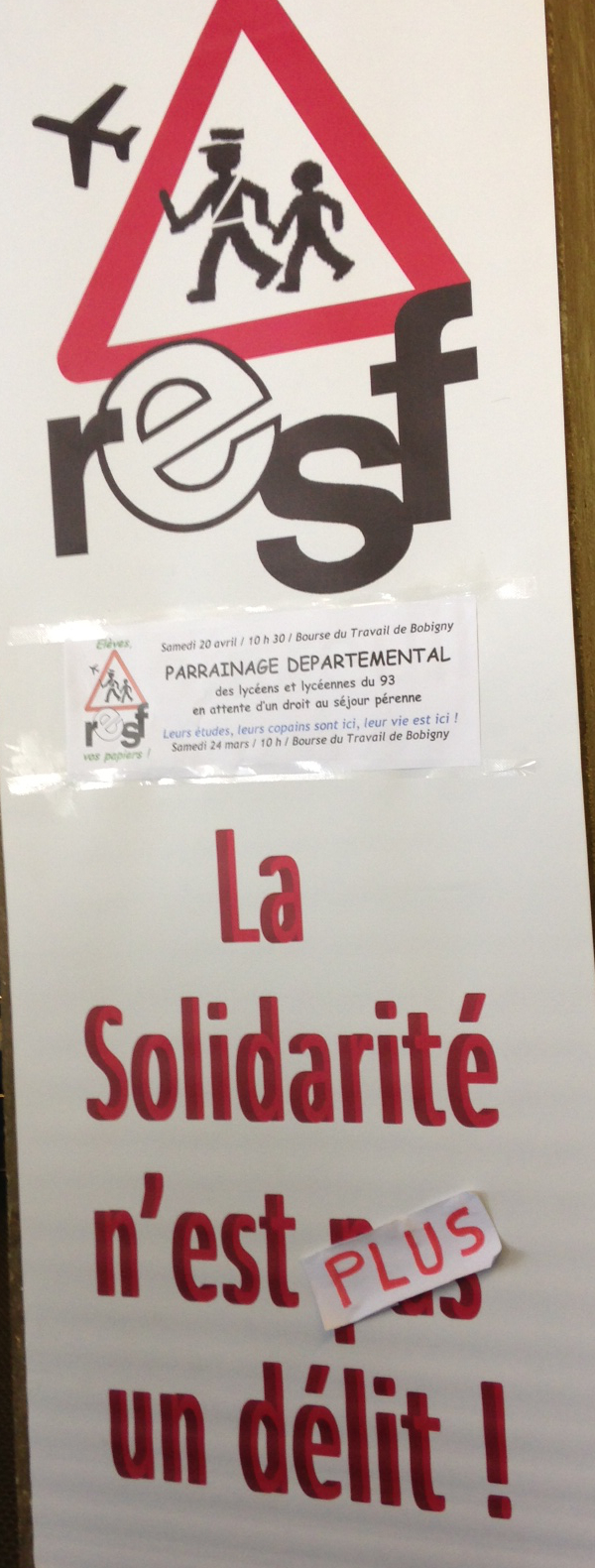
Affiche symbolisant l'abrogation du délit de solidarité le 19 avril 2013 à Bobigny lors du parrainage de RESF 93

Le crime de solidarité ou délit de solidarité est une notion issue de défenseurs des droits de l'homme pour désigner un ensemble de lois visant a priori à lutter contre les réseaux organisés d'immigration clandestine,  mais dont la formulation est également susceptible de limiter l'aide humanitaire (hébergement, soins de santé…) pouvant être accordée aux clandestins.
L'expression a été popularisée par un groupe d'associations françaises, emmenées par le GISTI (organisation de défense des droits des étrangers en France) pour désigner la répression de l'aide au séjour des étrangers en situation irrégulière (voir Dépénalisation de l'aide à l'entrée et au séjour irréguliers des étrangers en France).

## Origine et application
Cette notion a vu le jour dans le contexte de la crise migratoire en Europe. Selon l'ONG Actionaid, elle concerne la France, l'Italie, l'Espagne et la Grèce,[source insuffisante].
Initialement, ces lois visaient à s'opposer aux trafiquants, mais peuvent viser tout militant ou homme politique prenant publiquement position en faveur des migrants et des demandeurs d'asile ainsi que ceux qui protestent contre les expulsions par avion et ceux qui cherchent à sauver les migrants échoués en mer.
Selon Abigail Taylor, chercheuse doctorant en théorie politique, bien que visant à lutter contre les réseaux organisés d'immigration clandestine (traite des êtres humains et passeurs), leur formulation se prête à une association entre aide humanitaire « désintéressée » avec des objectifs lucratifs de traite des êtres humains.
Les intimidations, poursuites et condamnations en cours ont déclenché un mouvement collectif de « délinquance solidaire », ou délits de solidarité.

## Législation
Lois européennes
Les délits de solidarité, pour reprendre l'expression employée par les militants et les organisations de défense des droits de l'homme, sont définis et poursuivis conformément à la directive européenne de 2002 qui prévient et sanctionne « l'aide à l'entrée, au transit et au séjour irréguliers » des migrants.
Lois françaises
Le délit de solidarité n’a pas d’existence juridique en France. L’expression serait apparue en 1995, à l’initiative du Groupe d’information et de soutien des immigrés (GISTI). Elle désigne le risque, pour les militants des associations d’aide aux immigrés ou pour les particuliers, de se voir mis en examen et condamné pour aide au séjour irrégulier, tout comme les organisateurs de filières d’immigration clandestine.
Le 6 juillet 2018, le Conseil constitutionnel a jugé que le communément appelé « crime de solidarité » ou « délit de solidarité » qui incrimine toute personne qui facilite le séjour irrégulier ou la circulation d'un étranger en France « lorsque ces actes sont réalisés dans un but humanitaire » est inconstitutionnel . L'aide à l'entrée sur le territoire reste pénalisée.  Le CESEDA est modifié par la loi du 10 septembre 2018 pour une immigration maîtrisée, un droit d'asile effectif et une intégration réussie. 
Dans le cas de Cédric Herrou, le tribunal a accusé Herrou d'aider les migrants afin de promouvoir son programme politique[réf. nécessaire]. Benjamin Boudou, auteur de Le dilemme des frontières : éthique et politique de l'immigration, publié en 2018, considère que le tribunal doit être capable de faire la distinction entre un motif purement activiste pour une action humanitaire et l'activisme en tant que pur sous-produit d'une action humanitaire. 

## Cas des migrants de Calais
Selon Charlotte Kwantes, coordinatrice d'Utopia 56 à l'échelle nationale, citée dans un rapport publié en octobre 2021 par Human Rights Watch autour de l'immigration illégale à la frontière franco-britannique, le gouvernement français cherche à viser les gens faisant acte de solidarité, et ce bien que le délit de solidarité n'existe pas dans la législation française. 

### Articles
(en) Liz Fekete, « Europe: crimes of solidarity », Race & Class, vol. 50,‎ 1er avril 2009, p. 83 (lire en ligne [PDF])
(en) Tazzioli Martina, « Crimes of solidarity: migration and containment through rescue », Radical Philosophy,‎ 2018 (ISSN 0300-211X, lire en ligne [PDF])
(en) Olivia Müller, «  ‘Solidarity Crime’ at the Border: A Lesson from France », dans Maurizio Ambrosini, Manlio Cinalli et David Jacobson, Migration, Borders and Citizenship: Between Policy and Public Spheres, Springer Nature Switzerland AG, 2019, 309 p. (ISBN 3030221563)

### Blogs universitaires
Roxane de Massol de Rebetz, 14 décembre 2017, « The ‘crime of solidarity’ On the symbolism and the political message behind Court rulings », Leiden University